# Armoriale dei comuni della provincia di Isernia

Stemma della Provincia di Isernia

Questa pagina contiene le armi (stemmi e blasonature) dei comuni della Provincia di Isernia.
| Stemma | Comune e blasonatura | Gonfalone |
| ------ | --- | --------- |
|        | Acquaviva d'Isernia D.P.R. del 23 ottobre 1997 |           |
|        | Agnone Gonfalone: drappo di bianco… |           |
|        | Bagnoli del Trigno Di azzurro, ai tre colli all'italiana, uniti, il colle centrale più alto e più largo, fondati in punta, di verde; essi colli accompagnati in capo da tre stelle di sei raggi, ordinate in fascia, d'argento. Ornamenti esteriori da Comune D.P.R. del 27 febbraio 2009 Gonfalone: Drappo partito di bianco e di verde… |           |
|        | Belmonte del Sannio |           |
|        | Cantalupo nel Sannio Gonfalone: drappo di azzurro… |           |
|        | Capracotta Una capra che fugge da una pira Gonfalone: drappo di verde… |           |
|        | Carovilli |           |
|        | Carpinone D.P.R. n. 4153 del 2 settembre 1988 |           |
|        | Castel del Giudice Una torre merlata circondata dalla scritta 'Castello del Iudice'. Gonfalone: drappo partito di bianco e di rosso… |           |
|        | Castel San Vincenzo D.P.R. del 7 aprile 1959 Gonfalone: drappo di azzurro… |           |
|        | Castelpetroso Gonfalone: drappo di bianco… |           |
|        | Castelpizzuto Torre merlata, sormontata da una corona dorata in campo azzurro Gonfalone: drappo di azzurro… |           |
|        | Castelverrino |           |
|        | Cerro al Volturno D’argento all’albero di cerro al naturale radicato sulla campagna di verde, sormontato da una crocetta di rosso ed attraversato sul tronco da un maiale al naturale. Sotto lo scudo su lista d’argento con le estremità bifide svolazzanti, la leggenda in caratteri maiuscoli romani di nero: “FORTITUDO CERRI”. Ornamenti esteriori da Comune. D.P.R. del 5 febbraio 1980 Gonfalone: drappo partito di bianco e di rosso… D.P.R. del 5 febbraio 1980 |           |
|        | Chiauci Gonfalone: drappo partito di giallo e di azzurro… |           |
|        | Civitanova del Sannio Gonfalone: drappo partito di bianco e di rosso… |           |
|        | Colli a Volturno D.P.R. del 3 novembre 1962. Gonfalone: Drappo partito di bianco e di azzurro, caricato dello stemma civico, con l'iscrizione in oro "Comune di Colli a Volturno". |           |
|        | Conca Casale D'argento, alla lettere MTM di nero, poste in scaglione ed a piombo, la centrale sottolineata, il tutto sormontato da tre fasce dello stesso. |           |
|        | Filignano In campo azzurro, un castello d'argento, torricellato nella parte centrale, sormontato da una mezza luna ed emergente dalla campagna di colore verde. All'esterno ornamenti del Comune Gonfalone: drappo di colore azzurro, riccamente ornato di ricami d'argento, con al centro lo stemma comunale, sormontato dall'iscrizione in argento "Comune di Filignano". Le parti in metallo ed i cordoni saranno argentati. L'asta verticale sarà ricoperta di velluto azzurro con bullette argentate disposte a spirale. Nella freccia sarà rappresentato lo stemma del Comune e sui gambi incisi il nome. Cravatta e nastri saranno tricolorati dai colori nazionali frangiati d'argento.                                   |           |
|        | Forlì del Sannio D'oro a tre croci di nero; quella centrale è sormontata da una corona ducale d'azzurro e sostenuta da un monte all'italiana di cinque vette pure d'azzurro; le croci laterali sono sormontate dalle lettere FO e RLI in caratteri maiuscoli neri. Ornamenti esteriori da Comune D.P.R. del 6 marzo 1982 Gonfalone: drappo partito di giallo e di azzurro… |           |
|        | Fornelli D'azzurro, all'Arcangelo Gabriele di carnagione, biondo, con dalmatica, ali, calzari d'oro impugnante con la sinistra una bilancia dello stesso e con la destra una spada pure d'oro in banda, calpestante Lucifero di nero, infiammato di rosso, coricante una giogaia di 5 montagne al naturale di verde, fondate in punta. Segni esterni di comune Gonfalone: drappo troncato di giallo e d'azzurro… |           |
|        | Frosolone D'azzurro, scudo ornato d'oro, sormontato da corona reale tempestata di gemme e cinto di quercia ed alloro; riportante una F in carattere lapidare romano e una stella raggiata a cinque punte posta sul punto dello onore, entrambi d'oro, e sopra il frisone di oro e marrone poggiato sul monte Gonfalone: drappo di azzurro… |           |
|        | Isernia Lo stemma di Isernia è formato da uno scudo oblungo di tipo sannitico, su cui campeggiano le iniziali della città composte da un caduceo, intorno al quale è attorcigliato un serpente; lo scudo è avvolto da foglie di acanto ed è sormontato da un elmo, rabescato a cancelli con cimiero. Le lettere, le foglie e i bordi dello scudo sono giallo-oro, lo scudo è azzurro e l'elmo è grigio scuro. Gonfalone: Drappo di bianco… Bandiera: Drappo partito di bianco e di azzurro… |           |
|        | Longano Raffigura le lettere A, L, e O, cinque stelle a sei raggi e sette spighe di grano, in campo azzurro Gonfalone: drappo di giallo… |           |
|        | Macchia d'Isernia D'argento, alle lettere M e A di nero, in caratteri capitali romani, ordinate in fascia, accompagnate in capo dalla stella d'azzurro di sei raggi. Ornamenti esteriori da Comune. Gonfalone: Drappo partito di bianco e d'azzurro riccamente ornato di ricami d'argento e caricato dello stemma sopra descritto con la iscrizione centrata in argento: Comune di Macchia d'Isernia. |           |
|        | Macchiagodena Leone sulla cima dei monti che afferra tra le zampe una pecora e con la scritta "Sub se omnia". Gonfalone: drappo di azzurro… |           |
|        | Miranda Due torri di colore oro su sfondo azzurro e verde al centro stilizzate aventi due finestre e una porta, contornato da uno scudo colore oro a sua volta contornato da una smerlatura. |           |
|        | Montaquila Di rosso, all'aquila d'oro, con il volo abbassato, allumato di azzurro, sostenuta dal monte di verde, con la sommità arrotondata, fondato in punta. Ornamenti esteriori da Comune. Gonfalone: drappo di azzurro, riccamente ornato di ricami d'argento e caricato dello stemma comunale con la iscrizione centrata in argento, recante la denominazione del comune. |           |
|        | Montenero Val Cocchiara Di argento, al monte all'italiana di sei colli, fondato in punta, di verde, accompagnato nei cantoni del capo dalle lettere maiuscole M e N, dello stesso. Ornamenti esteriori da Comune. Gonfalone: drappo di verde… |           |
|        | Monteroduni Gonfalone: drappo di giallo… |           |
|        | Pesche Di rosso alla vipera al naturale ondeggiante in palo, accostata dalle lettere P e S maiuscole d'argento ed accantonata da quattro stelle d'oro. Ornamenti esteriori da Comune. D.P.R. del 9 ottobre 1973 Gonfalone: drappo partito, di bianco e di rosso, riccamente ornato di ricamo d'argento e caricato dello stemma sopra descritto con la iscrizione centrata in argento: Comune di Pesche. Le parti di metallo ed i cordoni sono argentati. L'asta verticale è ricoperta di velluto dei colori del drappo, alternati, con bullette argentate poste a spirale. Nella freccia è rappresentato lo stemma del Comune e sul gambo inciso il nome. Cravatta e nastri tricolorati dai colori nazionali frangiati d'argento. |           |
|        | Pescolanciano |           |
|        | Pescopennataro D.P.C.M. n° 3588 dell'11 ottobre 1983 |           |
|        | Pettoranello di Molise D'azzurro alla lettera P in carattere maiuscolo romano d'oro. Ornamenti esteriori da Comune. Gonfalone: drappo partito di giallo ed azzurro riccamente ornato di ricami d'argento e caricato dello stemma sopra descritto con la iscrizione centrata in argento: COMUNE DI PETTORANELLO DI MOLISE. Le parti in metallo ed i cordoni sono argentati. L'asta verticale è ricoperta di velluto dai colori del drappo, alternati, con bullette argentate, poste a spirale. Nella freccia è rappresentato lo stemma del Comune e sul gambo inciso il nome. Cravatta e nastri tricolorati dai colori nazionali, frangiati d'argento.                                                                             |           |
|        | Pietrabbondante Troncato, nel 1º d'azzurro a tre montagne di verde, una accanto all'altra, fondata sulla troncatura, cimate ciascuna da una spiga di grano d'oro, quella centrale in palo e quelle laterali a ventaglio; nel 2º d'argento alla pietraria al naturale sormontata dalle lettere B e NTE in caratteri maiuscoli di nero. Ornamenti esteriori da Comune. D.P.R. del 1º agosto 1972 Gonfalone: drappo troncato di bianco e d'azzurro… |           |
|        | Pizzone Gonfalone: drappo partito di bianco e di azzurro, riccamente ornato di ricamo d'argento e caricato dello stemma comunale con l'iscrizione centrata in argento "Comune di Pizzone". |           |
|        | Poggio Sannita Una pentola di rame ("caccavo") sormontato da tre stelle a sei punte, quella al centro cometa con coda verticale in basso e con scritta, su nastro azzurro sul fondo in basso: "Samniticun Caccabonense Castellum". D.P.R. del 21 giugno 1994 Gonfalone: drappo di rosso… |           |
|        | Pozzilli D.P.R. n. 1993 dell'11 giugno 1980 |           |
|        | Rionero Sannitico |           |
|        | Roccamandolfi |           |
|        | Roccasicura |           |
|        | Rocchetta a Volturno |           |
|        | San Pietro Avellana Gonfalone: drappo di azzurro… |           |
|        | Sant'Agapito Gonfalone: Drappo di bianco... |           |
|        | Sant'Angelo del Pesco |           |
|        | Sant'Elena Sannita DCG dell'11 agosto 1928 |           |
|        | Santa Maria del Molise |           |
|        | Scapoli D.P.R. del 27 aprile 1964 |           |
|        | Sessano del Molise |           |
|        | Sesto Campano Una squadra e un compasso sovrapposti in campo chiuso Gonfalone: Drappo di azzurro… |           |
|        | Vastogirardi Gonfalone: drappo partito di giallo e di azzurro… |           |
|        | Venafro Di nero, a tre fasce d'argento. R.D. del 13 aprile 1914, registrato alla Corte dei Conti il 28 agosto 1914 al Reg. 50, foglio 112 Gonfalone: drappo d'azzurro… |           |